# Liste der Baudenkmale in Bad Eilsen
In der Liste der Baudenkmale in Bad Eilsen sind die Baudenkmale der niedersächsischen Gemeinde Bad Eilsen aufgelistet. Die Quelle der Baudenkmale ist der Denkmalatlas Niedersachsen. Der Stand der Liste ist der 30. Mai 2020.

## Allgemein
In den Spalten befinden sich folgende Informationen:
- Lage: die Adresse des Baudenkmales und die geographischen Koordinaten. Kartenansicht, um Koordinaten zu setzen. In der Kartenansicht sind Baudenkmale ohne Koordinaten mit einem roten Marker dargestellt und können in der Karte gesetzt werden. Baudenkmale ohne Bild sind mit einem blauen Marker gekennzeichnet, Baudenkmale mit Bild mit einem grünen Marker.
- Bezeichnung: Bezeichnung des Baudenkmales
- Beschreibung: die Beschreibung des Baudenkmales. Unter § 3 Abs. 2 NDSchG werden Einzeldenkmale und unter § 3 Abs. 3 NDSchG Gruppen baulicher Anlagen und deren Bestandteile ausgewiesen.
- ID: die Objekt-ID des Baudenkmales
- Bild: ein Bild des Baudenkmales, ggf. zusätzlich mit einem Link zu weiteren Fotos des Baudenkmals im Medienarchiv Wikimedia Commons. Wenn man auf das Kamerasymbol klickt, können Fotos zu Baudenkmalen aus dieser Liste hochgeladen werden:

## Bad Eilsen
| Lage                                                                   | Bezeichnung                                                                  | Beschreibung                                | ID       | Bild |
| ---------------------------------------------------------------------- | ---------------------------------------------------------------------------- | ------------------------------------------- | -------- | ---- |
| Bahnhofstraße 15, Bad Eilsen 52° 14′ 24″ N, 9° 6′ 27″ O                | Empfangsgebäude                                                              | Bahnhof Bad Eilsen                          | 36233890 |      |
| Dr.-Faber-Straße 1, Bad Eilsen 52° 14′ 36″ N, 9° 5′ 49″ O              | Wohnhaus                                                                     |                                             | 36234146 | BW   |
| Dr.-Faber-Straße 1, Bad Eilsen 52° 14′ 36″ N, 9° 5′ 48″ O              | Garten                                                                       |                                             | 36234573 | BW   |
| Fürst-Adolf-Straße 6, Bad Eilsen 52° 14′ 35″ N, 9° 5′ 57″ O            | Sanatorium                                                                   |                                             | 36234167 | BW   |
| Fürst-Adolf-Straße 8, Bad Eilsen 52° 14′ 36″ N, 9° 5′ 58″ O            | Sanatorium                                                                   |                                             | 36234187 | BW   |
| Graf-Wilhelm-Straße 1, Bad Eilsen 52° 14′ 43″ N, 9° 6′ 4″ O            | Wohnhaus                                                                     |                                             | 36234207 | BW   |
| Graf-Wilhelm-Straße 2, Bad Eilsen 52° 14′ 43″ N, 9° 6′ 4″ O            | Wohnhaus                                                                     |                                             | 42013461 | BW   |
| Bad Eilsen 52° 14′ 28″ N, 9° 6′ 4″ O                                   | Kurpark und Kurklinik                                                        | Baudenkmalgruppe                            | 36215752 | BW   |
| Bahnhofstraße 3, Bad Eilsen 52° 14′ 24″ N, 9° 6′ 9″ O                  | Brunnenhaus. (Baudenkmalgruppe: Kurpark und Kurklinik)                       | Georgenbrunnen                              | 36234544 | BW   |
| Bahnhofstraße 3 A, Bad Eilsen 52° 14′ 24″ N, 9° 6′ 4″ O                | Kurhaus. (Baudenkmalgruppe: Kurpark und Kurklinik)                           |                                             | 36233831 | BW   |
| Bahnhofstraße 3 B, Bad Eilsen 52° 14′ 25″ N, 9° 6′ 8″ O                | Gästehaus. (Baudenkmalgruppe: Kurpark und Kurklinik)                         |                                             | 36233861 | BW   |
| Brunnenpromenade, Bad Eilsen 52° 14′ 30″ N, 9° 6′ 5″ O                 | Brunnentempel. (Baudenkmalgruppe: Kurpark und Kurklinik)                     | Julianenbrunnen                             | 36233910 | BW   |
| Brunnenpromenade, Bad Eilsen 52° 14′ 32″ N, 9° 6′ 11″ O                | Brücke (Bauwerk). (Baudenkmalgruppe: Kurpark und Kurklinik)                  | Auebrücke                                   | 36233973 |      |
| Brunnenpromenade, Bad Eilsen 52° 14′ 26″ N, 9° 6′ 7″ O                 | Musikpavillon. (Baudenkmalgruppe: Kurpark und Kurklinik)                     |                                             | 36233943 | BW   |
| Brunnenpromenade, Bad Eilsen 52° 14′ 34″ N, 9° 6′ 12″ O                | Tennishaus. (Baudenkmalgruppe: Kurpark und Kurklinik)                        |                                             | 36234004 | BW   |
| Brunnenpromenade 1, Bad Eilsen 52° 14′ 35″ N, 9° 6′ 5″ O               | Kurmittelhaus. (Baudenkmalgruppe: Kurpark und Kurklinik)                     |                                             | 36234031 | BW   |
| Bückeburger Straße 5, Bad Eilsen 52° 14′ 32″ N, 9° 6′ 1″ O             | Hotel. (Baudenkmalgruppe: Kurpark und Kurklinik)                             | Fürstenhof                                  | 36234088 |      |
| Bückeburger Straße 5, Bad Eilsen 52° 14′ 35″ N, 9° 6′ 2″ O             | Wandelhalle (Eingangshalle). (Baudenkmalgruppe: Kurpark und Kurklinik)       |                                             | 36234119 | BW   |
| Harrlallee, Bad Eilsen 52° 14′ 27″ N, 9° 6′ 12″ O                      | Brunnentempel. (Baudenkmalgruppe: Kurpark und Kurklinik)                     | Tuffsteinquelle                             | 36234248 |      |
| Harrlallee, Bad Eilsen 52° 14′ 30″ N, 9° 5′ 46″ O                      | Allee. (Baudenkmalgruppe: Kurpark und Kurklinik)                             | Harrlallee                                  | 36234470 | BW   |
| Harrlallee, Bad Eilsen 52° 14′ 29″ N, 9° 6′ 6″ O                       | Park. (Baudenkmalgruppe: Kurpark und Kurklinik)                              | Kurpark                                     | 36234515 |      |
| Harrlallee 1, Bad Eilsen 52° 14′ 26″ N, 9° 6′ 3″ O                     | Hotel. (Baudenkmalgruppe: Kurpark und Kurklinik)                             | Badehotel                                   | 36234278 | BW   |
| Harrlallee 2, Bad Eilsen 52° 14′ 29″ N, 9° 6′ 1″ O                     | Verwaltungsgebäude. (Baudenkmalgruppe: Kurpark und Kurklinik)                |                                             | 36234305 | BW   |
| Harrlallee 4, Bad Eilsen 52° 14′ 29″ N, 9° 5′ 59″ O                    | Wohnhaus. (Baudenkmalgruppe: Kurpark und Kurklinik)                          |                                             | 36234335 | BW   |
| Harrlallee 5, Bad Eilsen 52° 14′ 30″ N, 9° 5′ 36″ O                    | Klinikgebäude                                                                | Seminarhaus, Begegnungsstätte „Der Waldhof“ | 36234361 | BW   |
| Harrlallee, Bad Eilsen 52° 14′ 34″ N, 9° 5′ 35″ O                      | Kriegerdenkmal                                                               |                                             | 36234227 | BW   |
| Heinrich Hofmeister Promenade 2, Bad Eilsen 52° 14′ 31″ N, 9° 5′ 56″ O | Wohnhaus                                                                     |                                             | 36234384 | BW   |
| Heinrich Hofmeister Promenade 3, Bad Eilsen 52° 14′ 39″ N, 9° 6′ 0″ O  | Wohnhaus                                                                     |                                             | 36234404 | BW   |
| Heinrich Hofmeister Promenade 3, Bad Eilsen 52° 14′ 39″ N, 9° 6′ 1″ O  | Garten                                                                       |                                             | 36234593 | BW   |
| Herminenstraße 1, Bad Eilsen 52° 14′ 31″ N, 9° 5′ 52″ O                | Wohnhaus                                                                     |                                             | 36234425 | BW   |
| Wilhelmstraße, Bad Eilsen 52° 14′ 24″ N, 9° 5′ 50″ O                   | Hofanlage Wilhelmstraße 2, 2 a                                               | Baudenkmalgruppe                            | 36215768 | BW   |
| Wilhelmstraße 2, Bad Eilsen 52° 14′ 23″ N, 9° 5′ 49″ O                 | Wohn-/Wirtschaftsgebäude. (Baudenkmalgruppe: Hofanlage Wilhelmstraße 2, 2 a) |                                             | 36234445 | BW   |
| Wilhelmstraße 2 a, Bad Eilsen 52° 14′ 24″ N, 9° 5′ 51″ O               | Wohn-/Wirtschaftsgebäude. (Baudenkmalgruppe: Hofanlage Wilhelmstraße 2, 2 a) |                                             | 36233784 | BW   |